# Tartarogryllus rungsi
Tartarogryllus rungsi är en insektsart som först beskrevs av Morales-agacino 1947.  Tartarogryllus rungsi ingår i släktet Tartarogryllus och familjen syrsor. Inga underarter finns listade i Catalogue of Life.